# 佐賀市観光協会
一般社団法人佐賀市観光協会（いっぱんしゃだんほうじんさがしかんこうきょうかい）は、佐賀県佐賀市に事務局を置く観光協会。会長は山口雅久（旧富士町長）。

## 概要
- 1961年12月26日、佐賀市の観光振興等を目的として設立。佐賀市中心市街地にあるエスプラッツに事務局があり、JR佐賀駅構内の佐賀市観光案内所と、事務局に併設する佐賀市観光交流プラザを情報発信拠点とする。

## 事業所

### 佐賀市観光案内所
JR佐賀駅構内にあり、旅行者向けに観光･交通･宿泊情報やおすすめグルメ情報などを提供しているほか、Tシャツなどの御土産品の販売も行っている。
- TEL&FAX…0952-23-3975
- 住所…佐賀市駅前中央1丁目11番10号（JR佐賀駅構内）
- 時間…8:30～18:00（月曜日～金曜日）、8:30～17:00（土曜日･日曜日･祝日）
- 定休日…12月31日～1月3日

### 佐賀市観光交流プラザ
2007年7月オープン。佐賀県内のほとんどの観光パンフレットが手に入るほか、パスポート申請手続きに伴う証明写真撮影や切手・印紙・証紙等の販売も行っている。
- TEL…0952-20-2200
- FAX…0952-28-5656
- 住所…佐賀市白山2丁目7番1号（エスプラッツ2階）
- 時間…10:00～18:30（火曜日のみ10:00～19:00）
- 定休日…土曜日、祝日、年末年始